# Ernest Seka
Ernest Seka est un footballeur international guinéen, né le 22 juin 1987 à Clichy, évoluant au poste de défenseur central à l'US Chantilly.

## Biographie
Seka fait ses débuts en équipe première sous les couleurs de l'Entente Sannois Saint-Gratien, en CFA, lors de la saison 2009-2010. Après deux saisons au club, il rejoint le club du Poiré-sur-Vie, en National, en 2011, puis l'Amiens Sporting Club en 2013.
Après avoir évolué une saison au club amiénois, il rejoint les rangs du Racing Club de Strasbourg Alsace en 2014, devenant capitaine de l'équipe à l'issue de la préparation estivale. Sous les couleurs alsaciennes il contribue notamment à la victoire du club en National et sa montée en Ligue 2 à l'issue de la saison 2015-2016 ainsi que la montée en Ligue 1 l'année suivante. Au sein du club strasbourgeois, Seka évolue au poste de latéral. 
Le 29 juin 2018, il s'engage pour deux ans avec l'ASNancy-Lorraine. Lors de la saison 2018-2019, il est le joueur le plus utilisé de l'équipe totalisant 35 apparitions en 38 journées de championnat.

## Sélection nationale
D'origine guinéenne par sa mère et ivoirienne par son père, Ernest Seka décide de rejoindre l'équipe nationale de Guinée en mai 2018 et fête sa première sélection le même mois. Il a participé à la Coupe d'Afrique des nations 2019 en Egypte, jouant trois des quatre matchs de son équipe, éliminée en 8e de finale face à l'Algérie, vainqueur de la compétition.

## Statistiques
| Saison                | Club                  | Championnat           | Championnat | Championnat | Coupe nationale | Coupe nationale | Coupe de la Ligue | Coupe de la Ligue | Total | Total |
| Saison                | Club                  | Division              | M.          | B.          | M.              | B.              | M.                | B.                | M.    | B.    |
| 2009-2010             | Entente SSG           | CFA                   | 28          | 0           | -               | -               | -                 | -                 | 28    | 0     |
| 2010-2011             | Entente SSG           | CFA                   | 31          | 2           | 2               | 0               | -                 | -                 | 33    | 2     |
| Sous-total            | Sous-total            | Sous-total            | 59          | 2           | 2               | 0               | -                 | -                 | 61    | 2     |
| 2011-2012             | Poiré-sur-Vie VF      | National              | 33          | 1           | 1               | 1               | -                 | -                 | 34    | 2     |
| 2012-2013             | Poiré-sur-Vie VF      | National              | 35          | 3           | 3               | 0               | -                 | -                 | 38    | 3     |
| Sous-total            | Sous-total            | Sous-total            | 68          | 4           | 4               | 1               | -                 | -                 | 72    | 5     |
| 2013-2014             | Amiens SC             | National              | 33          | 3           | 1               | 0               | 2                 | 0                 | 36    | 3     |
| 2014-2015             | RC Strasbourg         | National              | 32          | 2           | 3               | 0               | -                 | -                 | 35    | 2     |
| 2015-2016             | RC Strasbourg         | National              | 32          | 1           | 3               | 0               | -                 | -                 | 35    | 1     |
| 2016-2017             | RC Strasbourg         | Ligue 2               | 35          | 2           | 3               | 1               | 1                 | 0                 | 39    | 3     |
| 2017-2018             | RC Strasbourg         | Ligue 1               | 27          | 1           | 4               | 0               | 1                 | 0                 | 32    | 1     |
| Sous-total            | Sous-total            | Sous-total            | 126         | 6           | 13              | 1               | 2                 | 0                 | 141   | 7     |
| 2018-2019             | AS Nancy-Lorraine     | Ligue 2               | 35          | 0           | 2               | 0               | 2                 | 0                 | 39    | 0     |
| 2019-2020             | AS Nancy-Lorraine     | Ligue 2               | 20          | 0           | 1               | 1               | 2                 | 0                 | 23    | 1     |
| 2020-2021             | AS Nancy-Lorraine     | Ligue 2               | 32          | 2           | -               | -               | -                 | -                 | 32    | 2     |
| Sous-total            | Sous-total            | Sous-total            | 87          | 2           | 3               | 1               | 4                 | 0                 | 94    | 3     |
| 2022-2023             | Poissy FC             | National 2            | 22          | 0           | 3               | 0               | -                 | -                 | 25    | 0     |
| 2023-2024             | US Chantilly          | National 3            | 25          | 2           | 5               | 0               | -                 | -                 | 30    | 2     |
| 2024-2025             | US Chantilly          | National 2            | 30          | 1           | 2               | 0               | -                 | -                 | 32    | 1     |
| Sous-total            | Sous-total            | Sous-total            | 55          | 3           | 7               | 0               | -                 | -                 | 62    | 3     |
| Total sur la carrière | Total sur la carrière | Total sur la carrière | 450         | 18          | 33              | 5               | 8                 | 0                 | 491   | 23    |

### En équipe nationale
| Saison                | Sélection             | Phases finales        | Phases finales | Phases finales | Phases finales | Éliminatoires | Éliminatoires | Éliminatoires | Matchs amicaux | Matchs amicaux | Matchs amicaux | Total | Total | Total |
| Saison                | Sélection             | Compétition           | M              | B              | Pd             | M             | B             | Pd            | M              | B              | Pd             | M     | B     | Pd    |
| --------------------- | --------------------- | --------------------- | -------------- | -------------- | -------------- | ------------- | ------------- | ------------- | -------------- | -------------- | -------------- | ----- | ----- | ----- |
| 2018-2019             | Guinée                | CAN 2019              | 3              | 0              | 0              | 5             | 0             | 0             | 2              | 0              | 0              | 10    | 0     | 0     |
| Total sur la carrière | Total sur la carrière | Total sur la carrière | 3              | 0              | 0              | 5             | 0             | 0             | 2              | 0              | 0              | 10    | 0     | 0     |

## Palmarès
Sous les couleurs du Racing Club de Strasbourg Alsace, Seka remporte le championnat de National en 2016 puis la Ligue 2 l'année suivante. Pour terminer sa carrière en beauté, Seka est l'un des joueurs qui permet la montée en Ligue 1 du Racing Club de Strasbourg Alsace le 19 mai 2017.